# Emile Jespers

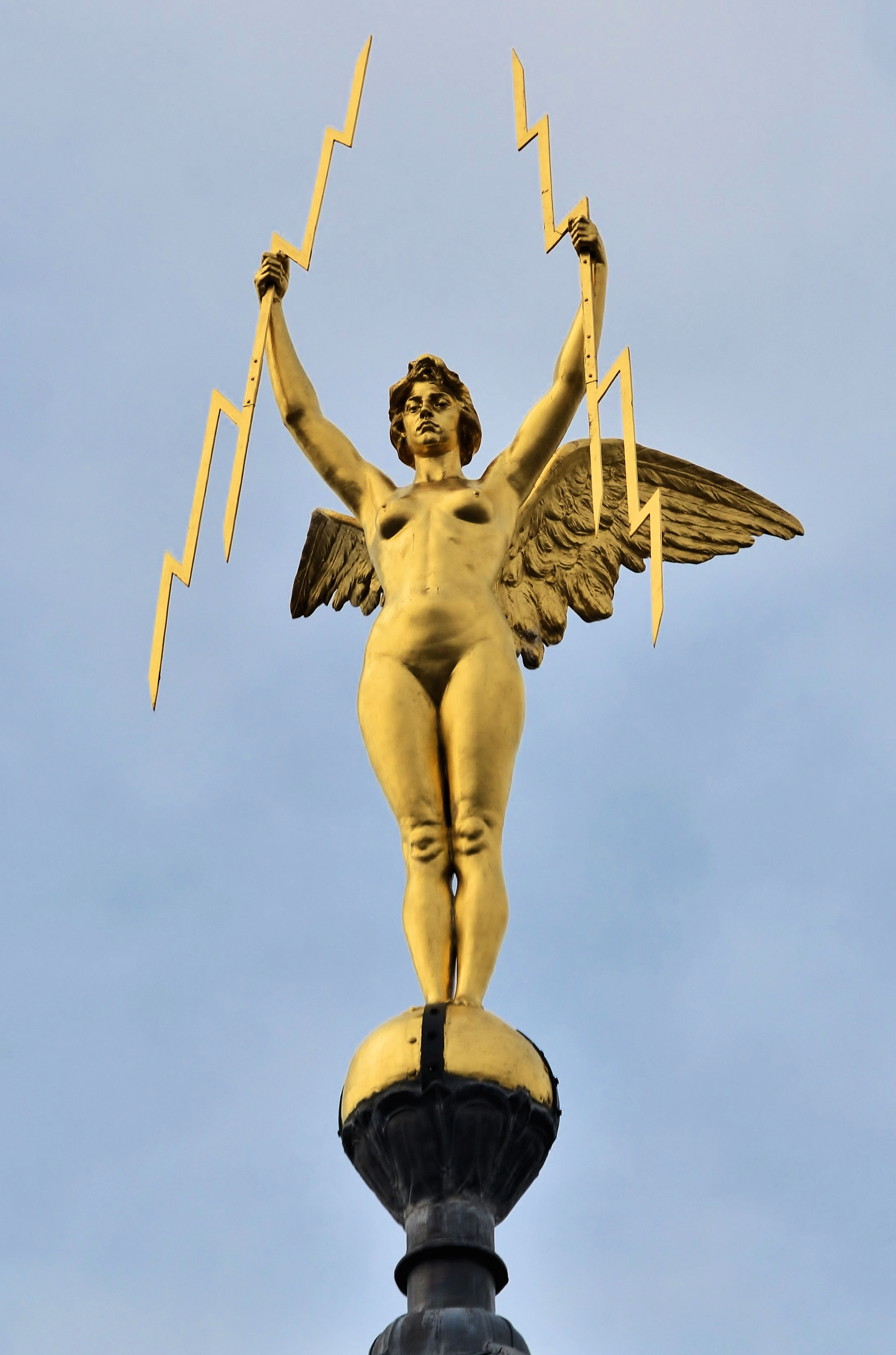
Elektra

Emile Ludovicus Martinus (Emile) Jespers (Deurne, 3 mei 1862 – Antwerpen, 6 mei 1918) was een Belgisch beeldhouwer. Hij wordt ook vermeld als Emiel Jespers.

## Leven en werk
Emile Jespers was een zoon van korporaal, later politiecommissaris, Emilius Petrus Josephus Jespers en naaister Catharina van Rosen. Hij werkte overdag op de ateliers van Jozef Van Genk, Joannes Baptista De Boeck en Jan-Baptist Van Wint, en volgde in de avonduren lessen aan de Koninklijke Academie voor Schone Kunsten, onder leiding van Jozef Geefs en Edward Dujardin. In 1885 opende hij een eigen atelier. Hij trouwde in dat jaar met Catharina Philomena Verelst (1858-1935). Zij kregen vijf kinderen, onder wie de later beeldhouwer Oscar Jespers en schilder Floris Jespers. Hij musiceerde ook met hen, waarbij Emile de piano bespeelde, Oscar de viool en de Floris cello. Tijdens de Eerste Wereldoorlog vonden zij onderdak bij de schilder Evert Pieters in Blaricum, terwijl Jespers vrouw en oudste dochter in Frankrijk verbleven.
Jespers beeldhouwde onder meer bustes, figuren en reliëfs in marmer, ivoor en brons. Hij werd beïnvloed door de levendige stijl en ongebruikelijke poses van de Franse beeldhouwer Jean-Baptiste Carpeaux. Een voorbeeld van zijn werk is Bij het morgenkrieken, waarvoor zijn kinderen model stonden. Hij exposeerde een pleisteren versie in 1893 in Brussel en ontving daarvoor een toelage van de regering. In opdracht van het Koninklijk Museum voor Schone Kunsten Antwerpen maakte hij ook een versie in marmer. Hij exposeerde geregeld in binnen- en buitenland. Naast het werk in zijn eigen werkplaats werkte Jespers op contractbasis voor het atelier van Te Poel en Stoltefus in Den Haag. Jespers ontwierp beelden die op het atelier door anderen werden uitgevoerd, waarna hij naar Den Haag trok voor de voltooiing van de koppen en handen. In 1887 stichtte hij met beeldhouwer Alfons Baggen en schilder Jan van de Riet de Vlaamse kunstkring Eigen Vorming, die tentoonstellingen organiseerde rond Borgerhout.
Emile Jespers overleed op 56-jarige leeftijd, hij werd begraven op de Schoonselhof.

## Enkele werken
- ca. 1892 borstbeeld van een jonge bacchante, getoond op de wereldtentoonstelling in Gent 1892.
- 1896 Glycine, bronzen beeld voor de Kruidtuin in Brussel.
- 1897 Bij het morgenkrieken, marmeren beeld in de collectie van het Koninklijk Museum voor Schone Kunsten Antwerpen.
- 1899 marmeren buste van dichter Jacob van Maerlant voor de Koninklijke Vlaamsche Academie voor Taal- en Letterkunde in Gent.
- 1899 gedenkgroep voor August Snieders (1825-1904) bij diens 50-jarig jubileum als redacteur van Het Handelsblad.
- 1901 marmeren portret van Eduard Osy de Zegwaart (1832-1900), gouverneur van Antwerpen.
- 1904 portret van dr. Tellois, Académie de Médécine, Brussel.
- 1904 Au point du jour, marmeren reliëf, aangekocht door het Museum van Antwerpen.
- ca. 1915 bronzen portretreliëf aan het grafmonument van piloot Ferdinand Verschaeve (1876-1914) op de Schoonselhof, Antwerpen. Tot 1936 stond het monument op de Kielbegraafplaats.
- Hymne de Reconnaissance of Sint-Cecilia, collectie Brussels Museum voor Arbeid en Industrie.
- Elektra of Electrica, bekroning van de elektriciteitszaak Moyson, op de hoek van de Otto Veniusstraat en de Meir in Antwerpen. In 1922 werd À l'Innovation hier gevestigd.
- ambachtsbeeld voor het Knechtjeshuis aan de Paardenmarkt in Antwerpen, geplaatst in 1921-1922. Er werden tien beelden geplaatst, die waren gemaakt door Jespers, Jules Anthone, Eduard Melis, Arthur Pierre en Alfons Jozef Strymans.[9]

## Afbeeldingen

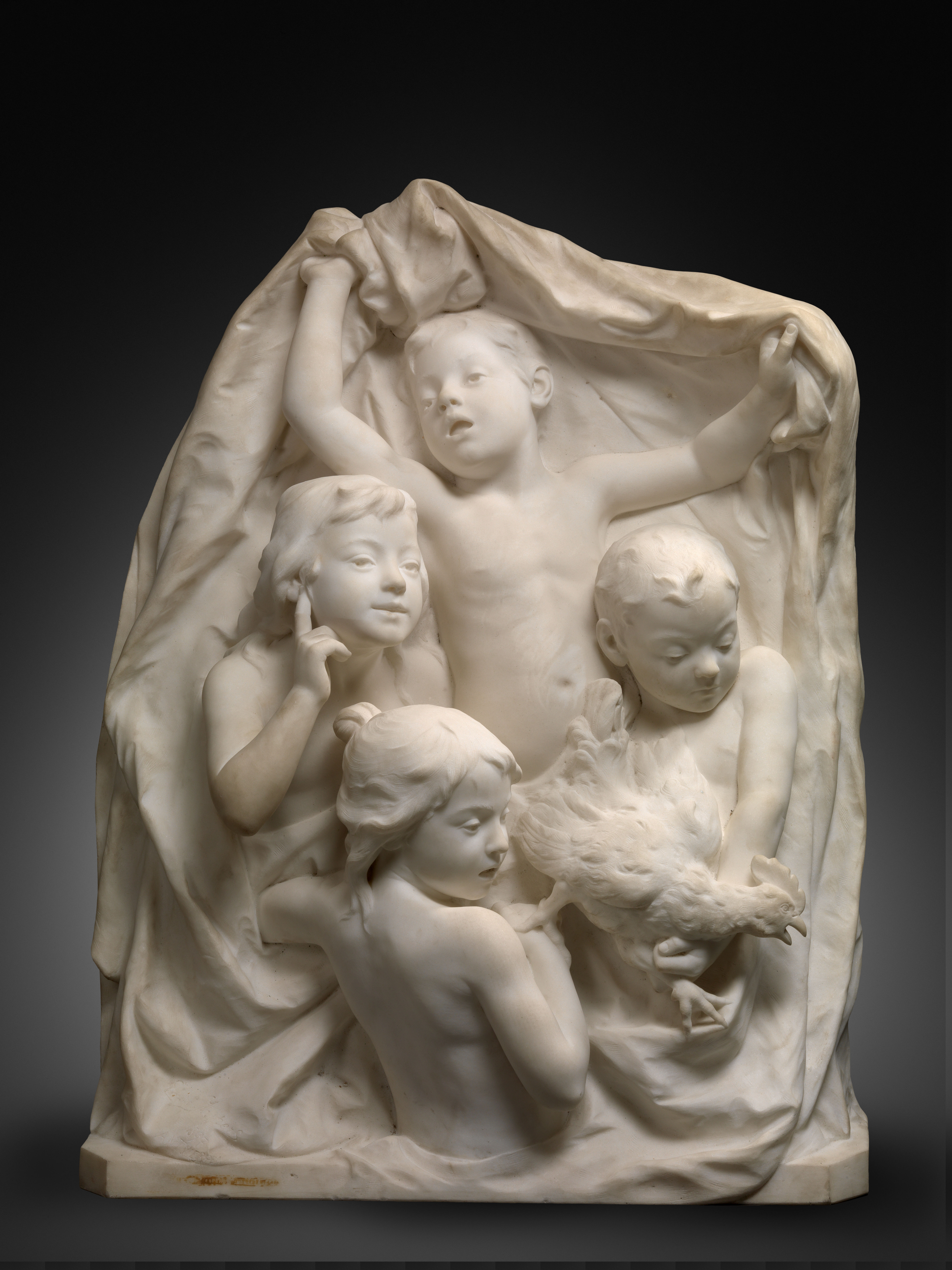
Bij het morgenkrieken (1897)
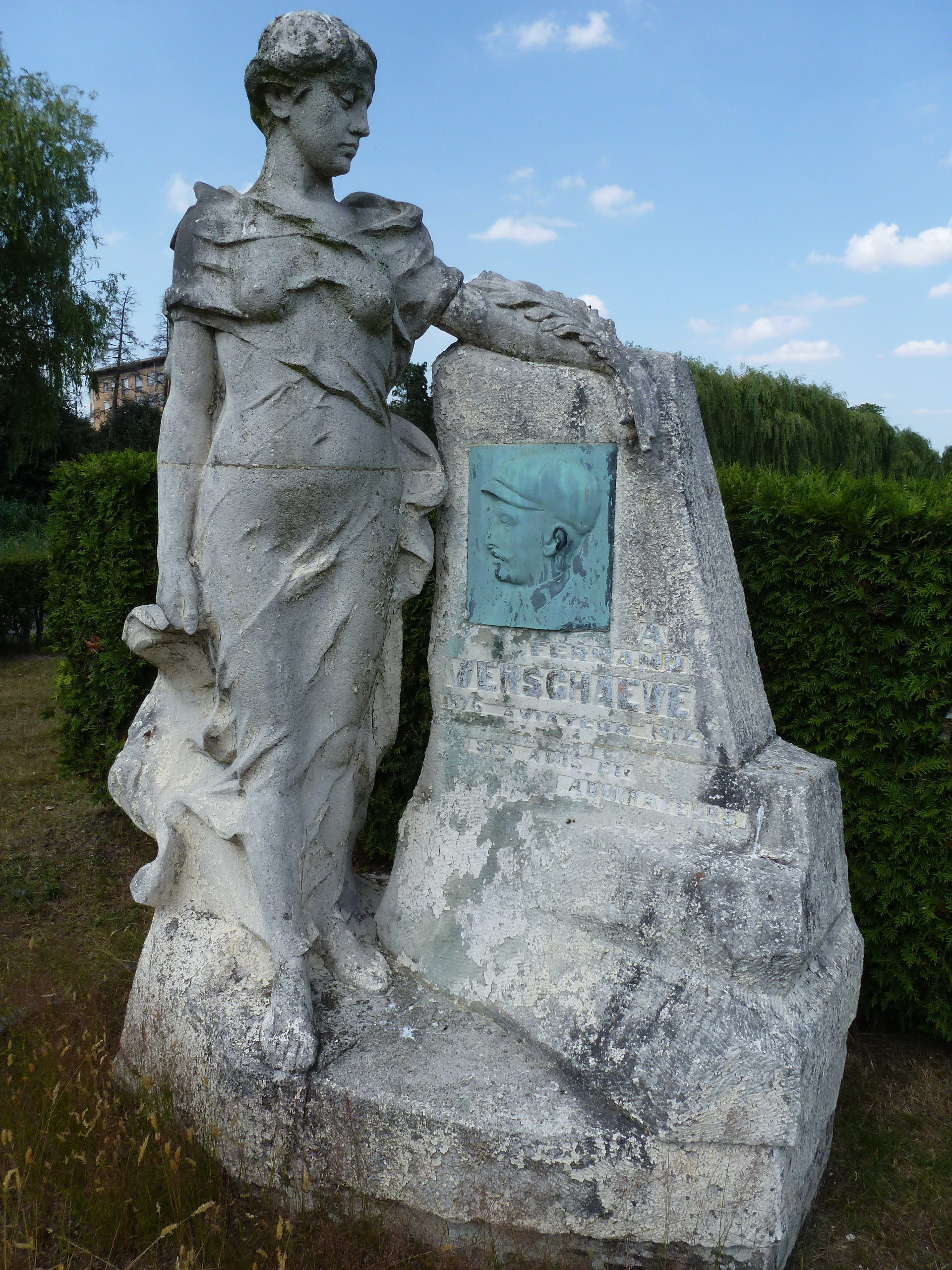
reliëfportret Verschaeve

- RKD-Nederlands Instituut voor Kunstgeschiedenis: 42242